# اتحاد جمهوری‌خواهان ایران
اتحاد جمهوری‌خواهان ایران که به اختصار اجخا خواند می‌شود بر اساس ایده اولیه آزادی و دموکراسی و استقرار نظام جمهوری مبتنی بر منشور جهانی حقوق بشر در ایران از سال ۱۳۸۲ شروع به فعالیت نمود.

## تاریخچه
اتحاد جمهوری خواهان ایران بر پایه اصول آزادی و دموکراسی و استقرار نظام جمهوری مبتنی برمنشور جهانی حقوق بشر در سال ۲۰۰۳ توسط برخی از فعالان که پیشینه بیشتر آنان چپ بود و براساس منشوری که بیشتر از هزار نفر با امضا از آن حمایت کردند، شروع به فعالیت نمود در اولین همایش تأسیس آن در سال ۲۰۰۴ (۱۳۸۲) بیش از ۷۰۰ نفر از اعضا در برلین گرد هم آمدند. حاصل این گرد همایی ایجاد گروه اتحاد جمهوریخواهان ایران بود.

## همایش‌ها
اتحاد جمهوری خواهان از بدو تأسیس تا کنون هفت کنگره (همایش) برگزار کرده‌است.

### اولین همایش ۲۰۰۴
نخستین همایش " اتحاد جمهوریخواهان ایران " که در حقیقت مجمع مؤسس این گروه بود در دی ماه ۱۳۸۲ (۱۸ تا۲۰ دی ماه) در برلین برگزار شد. در این نشست حدود ۷۰۰ نفر شرکت نمودند که قریب به ۳۰۰ نفر از آن‌ها از امضا کنندگان بیانیه تأسیس و مابقی علاقه‌مندان و نمایندگان رسانه‌ها و گروه‌های مختلف بودند.
- در این همایش اساسنامه و منشور اولیه اتحاد جمهوری خواهان ایران تأیید شد. مطابق اساسنامه شورای هماهنگی اتحاد جمهوری خواهان به شرح زیر انتخاب شد:

جمشید اسدی، بابک امیرخسروی، شهلا انتصاری، مریم انصاری، دلنواز آْذری، ویکتوریا آزاد، مهران براتی، محمد برقعی، سهیلا بنا، عدلان پارسا، علی پورنقوی، حسن جعفری، رضا جوشنی، رضا چرندابی، محسن حیدریان، بیژن حکمت، بهروز خلیق، فرهاد روحی، حمید زنگنه، حسن زهتاب، رضا سیاووشی، مریم سطوت، علی شاکری، حسن شریعتمداری، عباس شیرازی، هایده صنعتی، عذرا طبری، شهلا عبقری، فرزانه عظیمی، کاظم علمداری، حسین علوی، بهزاد کریمی، رضا فانی، مهدی فتاپور، مسعود فتحی، فرهاد فرجاد، نرگس قاسمی، امیرحسین گنج بخش، داریوش مجلسی، مصطفی مدنی، پانته آ مدیری، منیژه مرعشی، مهرداد مشایخی، مرتضی ملک محمدی، آذر منصور، امیر مومبینی، مهدی ممکن، اکبر مهدی، فرخ نگهدار، پروین همتی
مطابق اساسنامه شورای هماهنگی نیز افراد زیر را برای ارگان‌های مسوول انتخاب کردند:
- هیئت رئیسه شورا: رضا سیاوشی، کبری قاسمی، مهرداد مشایخی
- هیئت اجرایی: مهران براتی، حمید زنگنه، مریم سطوت، عباس شیرازی، فرزانه عظیمی، رضا فانی یزدی، مهدی فتاپور، مسعود فتحی، پانته آ مدیری.
- شورای سیاسی: جمشید اسدی، مریم انصاری، سهیلا بنا، بهروز خلیق، حسن شریعتمداری، کاظم علمداری، حسین علوی، مصطفی مدنی، پروین همتی.[۶][۷][۸]

### دومین همایش دومین همایش اتحاد جمهوری خواهان ایران، فرانکفورت (ژوئن ۲۰۰۵)
در ژوین ۲۰۰۵ دومین همایش اتحاد جمهوری خواهان برگزار و افراد زیر برای شورای هماهنگی انتخاب شدند:
دلنواز آذری، جمشید اسدی، پروین اشتهارد، میهن امیدوار، بابک امیرخسروی، مهدی امینی، وهاب انصاری، مهران براتی، محمد برقعی، سهیلا بنا، بهروز بیات، حبیب پرزین، مهدی جلالی، رضا جوشنی، رضا چرندابی، بیژن حکمت، مهدی خانبابا تهرانی، بهروز خلیق، مینا رضائی، فرهاد روحی، نادر زرکاری، حسن زهتاب، تورج ساعدی، مریم سطوت، حسن شریعتمداری، الهه شکرائی، عباس شیرازی، مریم طاهری فرد، ضیاء عابدی، فرزانه عظیمی، حسین علوی، رضا فانی یزدی، مهدی فتاپور، مسعود فتحی، شهرام فرزانه فر، کبری قاسمی، یدالله قربانی، صادق کارگر، امیرحسین گنج بخش، همایون ماکویی، ملیحه محمدی، مصطفی مدنی، مهرداد مشایخی، مرتضی ملک محمدی، امیر ممبینی، یاسمن مهذب، مهران میرفخرایی، فرخ نگهدار، پروین همتی، ایرج یوسفی.

### سومین همایش[۱۰]
سومین همایش اتحاد جمهوریخواهان در روزهای ۲۵ تا ۲۷ مه ۲۰۰۷ در شهر برلین برگزار شد. در این نشست اساسنامه اتحاد جمهوری خواهان مورد بازنگری قرار گرفت همچنین اعضای جدید شورای هماهنگی به شمول افراد ذیل انتخاب شدند:
جمشید اسدی - پروین اشتهارد - مهران براتی - محمد برزنجه - محمد برقعی - سهیلا بنا - بهروز بیات - حبیب پرزین - احمد پورمندی - علی پورنقوی - رضا چرندابی - بیژن حکمت - بهروز خلیق - فرهاد روحی - نادر زرکاری - حسن زهتاب - تورج ساعدی - مریم سطوت - حسن شریعتمداری - ضیا عابدی - فرزانه عظیمی - رضا فانی - مهدی فتاپور- فرهاد فرجاد - مسعود فتحی - فیروزه فولادی - یدی قربانی - امیرحسین گنج بخش - ملیحه محمدی - مهرداد مشایخی - مرتضی ملک محمدی - امیر ممبینی - مهران میرفخرایی - نوشین ناهیدپور - فرخ نگهدار

### چهارمین همایش
چهارمین همایش این مجموعه با حوادث بعد از انتخابات ۱۳۸۸ صورت گرفت و تحت تأثیر جنبش سبز بود. در قطعنامه پایانی جمهوری خواهان خود را «جزئی از جنبش سبز ایران» معرفی کردند. این همایش در شهر کلن و در مهر ۱۳۸۸ برابر با اکتبر (۲۰۰۹ میلادی) برگزار کردید

### پنجمین همایش
این همایش نیز مانند سایر همایش‌های اتحاد جمهوری خواهان در اکتبر ۲۰۱۲ در آلمان و شهر کلن برگزار شد.
در این همایش طیف‌های متنوعی از افراد مانند از جواد خادم وزیر کابینه بختیار، شهریار آهی مشاور سابق رضا پهلوی تا اردشیر امیرارجمند از مشاوران موسوی، رجبعلی مزروعی، عضو جبهه مشارکت ایران اسلامی و سخنگوی سازمان مجاهدین انقلاب اسلامی و فرخ نگهدار از سازمان چریک‌های فدایی خلق ایران شرکت کردند و به تبادل نظر و بیان مسایل روز پرداختند.

### ششمین همایش
آخرین همایش این گروه در تاریخ‌های هفتم تا نهم آذرماه ۱۳۹۳، در برلین برگزارشد.

### همایش ده‌سالگی اتحاد جمهوری‌خواهان ایران
همایشی در ماه مه ۲۰۱۳ در برلین برای گرامیداشت یک دهه فعالیت اتحاد جمهوری خواهان برگزار شد.

#### همایش بیست سالگی اتحاد جمهوری‌خواهان ایران
همایش دهم اتحاد جمهوری خواهان ایران ویژه بیستمین سالگرد تأسیس اجا در روزهای ۱۳ تا ۱۵ مهر ۱۴۰۳، برابر با ۴ تا ۶ اکتبر ۲۰۲۴ در شهر کلن آلمان با حضور طیف‌های ملی، چپ، ملی – مذهبی، لیبرال، اتنیکی و مشروطه خواه برگزار شد.
مهدی خانبابا تهرانی ز پایه‌گذاران اتحاد جمهوری خواهان، صدیقه وسمقی از افرادی بودند که به این همایش پیام ویدئویی فرستادند. در این همایش سه روزه پنل‌های مختلفی برگزار شد.

#### میزگرد بیست‌سالگی بنیان‌گذاری اتحاد جمهوری خواهان ایران، دست آورده‌ی، چالش‌ها و اقدامات ضروری برای آینده
در این میزگرد مهران براتی، مهدی فتاپور، احمد پورمندی و مهرداد درویش پور با گرداننندگی مریم سطوت شرکت داشتند.
سخنران‌های این بخش عبارت بودند از:
1. محمدرضا نیکفر: جمهوری‌خواهی و ضرورت بازیابی تاریخ
2. کاظم کردوانی: در ضرورت بازاندیشی و آسیب‌شناسی حرکت جمهوری‌خواهان
3. احمد آزاد: اتحاد وسیع جمهوری خواهان
4. نیره توحیدی : به‌سوی دموکراسی و پیشرفت، به عقب برنمی‌گردیم

#### میزگرد مناسبات ایران و جهان
فرزانه بذرپور و فاطمه امان و امید اقدمی، بهروز بیات و دامون گلریز شبا مجری گری جمشید خون‌جوش در خصوص سیاست خارجی جمهوری اسلامی و رابطه آن با صلح در منطقه و امنیت ایران صحبت کردند.
سخنران‌های این بخش عبارت بودند از:
1. منصور فرهنگ: اصول اعلام شده در قطعنامه سیاست خارجی اتحاد جمهوری‌خواهان ایران را «منطقی و مدافع منافع ملی ایران» دانسته و به تشریح زمینه‌های پیروی از این اصول در عملکرد سیاست خارجی ایران پرداخت.
2. هادی زمانی: دربارهٔ نقش و آثار مخرب سیاست خارجی جمهوری اسلامی در اقتصاد ایران

#### میزگرد موقعیت حکومت و جنبش‌های اجتماعی، رویکردها، راهبردها و سیاست های ما
در این میزگرد منصوره شجاعی، رضا علیجانی و بهروز خلیق شرکت داشتند. مزدک لیماکشی مسئولیت گردانندگی این میزگرد را بر عهده داشت..
سخنران‌های این بخشعبارت بوند از:
1. مهدیه گلرو: جنبش‌های اجتماعی و اهمیت آن
2. علمداری: سیاست‌های پشت پرده حکومت در انتخاب پزشکیان
3. مریم شیرین‌سخن: جنبش زن، زندگی، آزادی و نقش تشکل‌های ایرانی در خارج از کشور
4. بهزاد کریمی: اوضاع سیاسی کشور
5. فرخ نگهدار: کلامی با جناح‌های سیاسی کشورم و نکته‌ای با اتحاد جمهوری‌خواهان ایران
6. کمال ارس: جمهوری‌خواهی
7. محمد مصری: همکاری بین نیروهای سیاسی جمهوریخواه
8. علی افشاری: جمهوری خواهان و یکپارچه سازی حاکمیت
9. شهلا انتصاری: اهمیت دمکراسی در روابط بین گروه‌های سیاسی و سازمان‌های مدنی

## مسولان و فعالان حزبی
برخی از فعالان و مؤسسان و مسولان اولیه این مجموعه عبارت هستند از:مهدی فتاپور از اعضای سازمان فداییان خلق ایران (اکثریت) مسئول هیئت سیاسی اجرایی اتحاد جمهوریخواهان ایران مهدی خانبابا تهرانی، سید حسن شریعتمداری و مهران براتی. با این وجود برخی از چهره‌های گفته شده، از جمله حسن شریعتمداری، از حدود ده سال پیش رسما از این سازمان سیاسی خارج شده‌اند و دیگر عضو اجا نیستند.